# Liste der Kulturdenkmale in Heidmühlen
In der Liste der Kulturdenkmale in Heidmühlen sind alle Kulturdenkmale der schleswig-holsteinischen Gemeinde Heidmühlen (Kreis Segeberg) und ihrer Ortsteile aufgelistet (Stand: 31. März 2025).

## Legende
In den Spalten befinden sich folgende Informationen:
- Objekt-ID: die Nummer des Kulturdenkmales
- Lage: die Adresse des Kulturdenkmales und die geographischen Koordinaten. Kartenansicht, um Koordinaten zu setzen. In der Kartenansicht sind Kulturdenkmale ohne Koordinaten mit einem roten Marker dargestellt und können in der Karte gesetzt werden. Kulturdenkmale ohne Bild sind mit einem blauen Marker gekennzeichnet, Kulturdenkmale mit Bild mit einem grünen Marker.
- Offizielle Bezeichnung: Bezeichnung des Kulturdenkmales
- Beschreibung: die Beschreibung des Kulturdenkmales
- Bild: ein Bild des Kulturdenkmales

## Sachgesamtheiten
| Objekt-ID | Lage                                      | Offizielle Bezeichnung | Beschreibung | Bild |
| --------- | ----------------------------------------- | ---------------------- | --- | ---- |
| 41873     | Am Klint 38 (53° 57′ 20″ N, 10° 4′ 39″ O) | Gasthof Klint          | Gasthof Klint; um 1700 bis 1910; am Dorfanger gelegenes massives, zusammenhängendes Ensemble aus Haupthaus, Pferdestall, Zwischenbau, Kuhstall und Festsaal - Begründung: geschichtlich, künstlerisch, Kulturlandschaft prägend - Schutzumfang: Gasthof Klint, Festsaal mit Bühnenausstattung, Kuhstall, Pferdestall, Zwischenbau | BW   |

## Bauliche Anlagen
| Objekt-ID      | Lage                                      | Offizielle Bezeichnung         | Beschreibung | Bild |
| -------------- | ----------------------------------------- | ------------------------------ | --- | ---- |
| 22319 Wikidata | Am Klint 38 (53° 57′ 19″ N, 10° 4′ 38″ O) | Festsaal mit Bühnenausstattung | Festsaal mit Bühnenausstattung; um 1910; Gesellschaftsraum im Saalanbau des Gasthofes Klint mit Bühnenausstattung Begründung: geschichtlich, künstlerisch Schutzumfang: gesamtes Objekt Denkmaltyp: Bauliche Anlage, Sachgesamtheit: Gasthof Klint | BW   |
| 313 Wikidata   | Mühlenholz 1 (53° 58′ 29″ N, 10° 5′ 2″ O) | Wassermühle                    | Alteintragung (Aktualisierung vorgesehen) Begründung: Alteintragung (Aktualisierung vorgesehen) Schutzumfang: Alteintragung (Aktualisierung vorgesehen) Denkmaltyp: Bauliche Anlage | BW   |
| 22024          | Mühlenholz 4 (53° 58′ 32″ N, 10° 5′ 0″ O) | Wohn- und Wirtschaftsgebäude   | Wohn- und Wirtschaftsgebäude; 1817, im Kern vermutlich älter; Backsteinbau mit reetgedecktem Walmdach, zweigeschossiger Wohnteil, eingeschossiger Wirtschaftsteil mit hohem Dach, rückwärtig Hofgebäude, Zufahrt und Hoffläche mit Natursteinpflasterung - Begründung: geschichtlich, städtebaulich, Kulturlandschaft prägend - Schutzumfang: Wohn- und Wirtschaftsgebäude, Wirtschaftsgebäude, Hofpflasterung - Denkmaltyp: Bauliche Anlage | BW   |
| 53070          | Rodenbek 1 (53° 57′ 40″ N, 10° 4′ 3″ O)   | Jagdhaus                       | Jagdhaus; um 1915; Holzrahmenbau über massivem Sockelgeschoss und mit ausgebautem Mansardwalmdach - Begründung: geschichtlich, Kulturlandschaft prägend - Schutzumfang: gesamtes Objekt - Denkmaltyp: Bauliche Anlage | BW   |
| 53071          | Rodenbek 4 (53° 57′ 38″ N, 10° 4′ 4″ O)   | Pferdestall                    | Stallgebäude; 1912; eingeschossiger Backsteinbau mit hohem Walmdach und übergiebelten Seitenrisaliten, qualitätvoller Bau der Heimatschutzarchitektur - Begründung: geschichtlich, Kulturlandschaft prägend - Schutzumfang: gesamtes Objekt - Denkmaltyp: Bauliche Anlage | BW   |

## Gründenkmale
| Objekt-ID | Lage                                     | Offizielle Bezeichnung | Beschreibung | Bild            |
| --------- | ---------------------------------------- | ---------------------- | --- | --------------- |
| 42853     | Dorfstraße (53° 58′ 11″ N, 10° 4′ 59″ O) | Doppeleiche            | Doppeleiche mit Gedenkstein 1848–98; um 1898, schleswig-holsteinische Doppeleiche (Schleswig-Holsteinische Erhebung), davor Feldstein mit Inschrift, Dorfplatz - Begründung: geschichtlich, Kulturlandschaft prägend - Schutzumfang: Doppeleiche, Gedenkstein 1848–98, Dorfplatz - Denkmaltyp: Gründenkmal | Fotos hochladen |

## Quelle
- Liste der Kulturdenkmale in Schleswig-Holstein – Kreis Segeberg

- Karte mit allen Koordinaten:
- OSM |
- WikiMap